# William M. Gwin
William M. Gwin (Gallatin, 1805. október 9. – New York, 1885. szeptember 3.) az Amerikai Egyesült Államok szenátora (Kalifornia, 1850–1855 és 1857–1861).